# Pseudohaje goldii
Pseudohaje goldii es una especie elápido, una cobra arborícola venenosa ("Pseudohaje" significa 'cobra falsa') endémica de África central y occidental. Esta especie es una de las dos cobras arborícolas de África, siendo la otra la cobra arborícola negra (P. nigra). La cobra arborícola de Goldie es una de las serpientes más venenosas de África.

## Taxonomía
El zoólogo belga-británico George Albert Boulenger describió la especie en 1895. El nombre específico, goldii, es en honor a George Taubman Goldie, un administrador de Manx en Nigeria.

## Descripción
P. goldii es una de las serpientes venenosas más grandes de África y mide entre 2,20 y 2,70 metros de longitud total (incluida la cola). El color dorsal del cuerpo de la serpiente es negro brillante. Tiene el cuerpo cilíndrico con una cola larga y puntiaguda, lo que hace que la serpiente se adapte mejor a la vida arbórea. La cabeza es pequeña con ojos excepcionalmente grandes, lo que le da una vista excelente. Por lo general, hay 15 filas de escamas dorsales en la mitad del cuerpo, aunque hay especímenes raros que tienen 17 filas.

## Distribución y hábitat
Se puede encontrar en los países de África ecuatorial central y occidental, incluida la República Democrática del Congo, la República del Congo, Gabón, Ghana, Camerún y la República Centroafricana. P. goldii habita bosques y zonas boscosas a lo largo de ríos y arroyos. Al ser una especie arborícola, rara vez se encuentra en campo abierto.

## Comportamiento
A pesar de su gran tamaño, es una serpiente muy ágil. Está igualmente cómoda en los árboles, en el suelo y en el agua. Puede moverse rápida y elegantemente a través de los árboles con la ayuda de su cola puntiaguda. También es una serpiente muy reservada que la gente rara vez ve. Sin embargo, es una de las pocas serpientes que se consideran agresivas. Cuando se siente amenazada, se encabrita y extiende una capucha típica de cobra, aunque su capucha es mucho más estrecha que la de Naja naja. Si es provocada más, la serpiente puede intentar morder. Aunque no puede escupir su veneno, su mordedura es muy potente y potencialmente letal. Se dice que tiene mal genio. También puede usar su pico de cola para defenderse si está restringido.

## Veneno
El veneno de P. goldii es uno de los más tóxicos y mortales de todas las serpientes africanas. El veneno de esta especie es principalmente una neurotoxina, como la mayoría de los elápidos. Es de acción rápida y extremadamente potente, matando fácilmente a una persona. Además, no se conoce ningún antiveneno específico. Los síntomas de la mordedura incluyen hinchazón y dolor punzante alrededor de la herida de la mordedura, entumecimiento de las extremidades y los labios, dificultad grave para respirar, sudoración profusa y visión borrosa. Las víctimas pueden morir de insuficiencia respiratoria.

## Dieta
Se alimenta principalmente de anfibios y mamíferos arborícolas, como las ardillas. También se sabe que come pescados de vez en cuando.

## Reproducción
Es ovípara. La hembra pone de 10 a 20 huevos.